# Њефтегорск
Њефтегорск (рус. Нефтегорск) насељено је са званичним статусом варошице (рус. посёлок городского типа) на југу европског дела Руске Федерације. Налази се у јужном делу Краснодарске покрајине и административно припада њеном Апшеронском рејону.
Према подацима националне статистичке службе РФ за 2023, у вароши је живело 4.749 становника.

## Географија
Варошица Њефтегорск се налази на крајњем југоистоку европског дела Руске Федерације. Лежи на северним обронцима Великог Кавказа, у зони високопланинских шума, на око 9 км јужно од административног центра рејона, града Апшеронска.

## Историја
Године 1924. основано је насеље Мајњефт (рус. Майнефть) везано за оближњу Мајкопску нафтну бушотину. Четири године касније, насеље добија званичан статус радничке варошице (рус. рабочий посёлок) и садашње име, Њефтегорск.
Током једног кратког периода своје истпорије, Њефтегорск је имао званичан статус града, од 1935. до 1939. године.

## Демографија
Према подацима са пописа становништва 2020. у варошије живело 4.895 становника, што је за 411 становника мање у односу на попис из 2010. године.
| 1939.  | 1959. | 1970. | 1979. | 1989. | 2002. | 2010. | 2020. | 2023. |
| ------ | ----- | ----- | ----- | ----- | ----- | ----- | ----- | ----- |
| 10.490 | 8.800 | 7.405 | 6.050 | 5.683 | 4.724 | 5.306 | 4.895 | 4.749 |